# Alfred d’Orsay

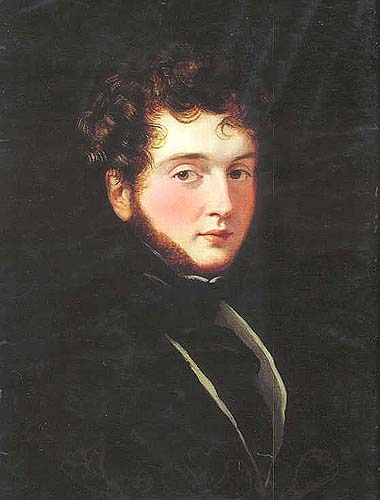
Alfred Guillaume Gabriel, comte d’Orsay

Alfred Guillaume Gabriel Grimaud, comte d’Orsay (* 4. September 1801 in Paris; † 4. August 1852 in Chambourcy, Île-de-France) war ein französischer Karikaturist (Pseudonym N.B.) und Dandy.

## Leben
Alfred Guillaume Gabriel Grimaud war der zweite Sohn des bonapartistischen Generals Jean-François-Louis-Marie-Albert Grimaud, comte d’Orsay (1772–1843) und seiner Ehefrau Eleonore Freiin von Franquemont (1771–1833), einer illegitimen Tochter des Herzogs Carl Eugen von Württemberg mit der italienischen Tänzerin und Abenteurerin Anna Eleonora Franchi (1750–1833).

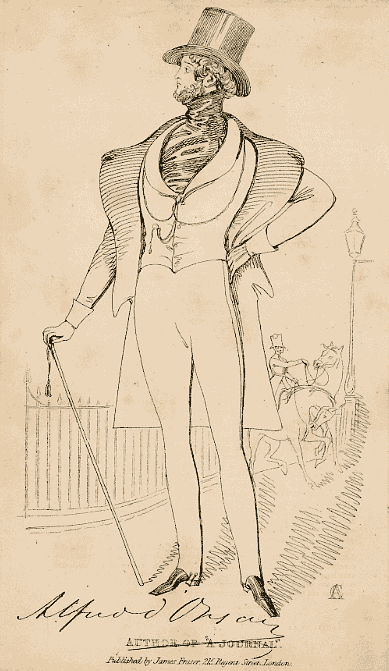
Alfred, comte d’Orsay, Zeichnung von James Fraser, um 1830

Im Jahr 1821 trat Grimaud in die französische Armee der restaurierten Bourbonenmonarchie ein, gegen seine eigenen bonapartistischen Tendenzen. Ein Jahr darauf nahm er an der aufwändigen Krönung Georg IV. in der Westminster Abbey teil und diente später in der Garde du Corps des Königs Ludwig XVIII. Während seiner Stationszeit in Valence machte er die Bekanntschaft des englischen Aristokraten Charles John Gardiner, 1. Earl of Blessington und seiner zweiten Ehefrau, der Schriftstellerin Marguerite, Countess of Blessington; auf eine Einladung des Grafen begleitete er das Paar auf deren Grand Tour durch Italien. Im Frühjahr 1823 traf er den berühmten Dichter Lord Byron in Genua. Nach seiner Rückkehr arrivierte der Comte d’Orsay zum Liebling der französischen und englischen Gesellschaft, insbesondere der weiblichen.
Am 1. Dezember 1827 heiratete die erst 15-jährige Lady Harriet Gardiner (1812–1869) in zweiter Ehe den Lebemann Alfred d’Orsay. Die Ehe galt als nicht glücklich und existierte bald nur auf dem Papier. Zwei Jahre später starb sein Gönner und Schwiegervater. Bei der Überführung seiner sterblichen Überreste begleitete er dessen Witwe, mit der er eine Liebesbeziehung führte, zurück nach England.

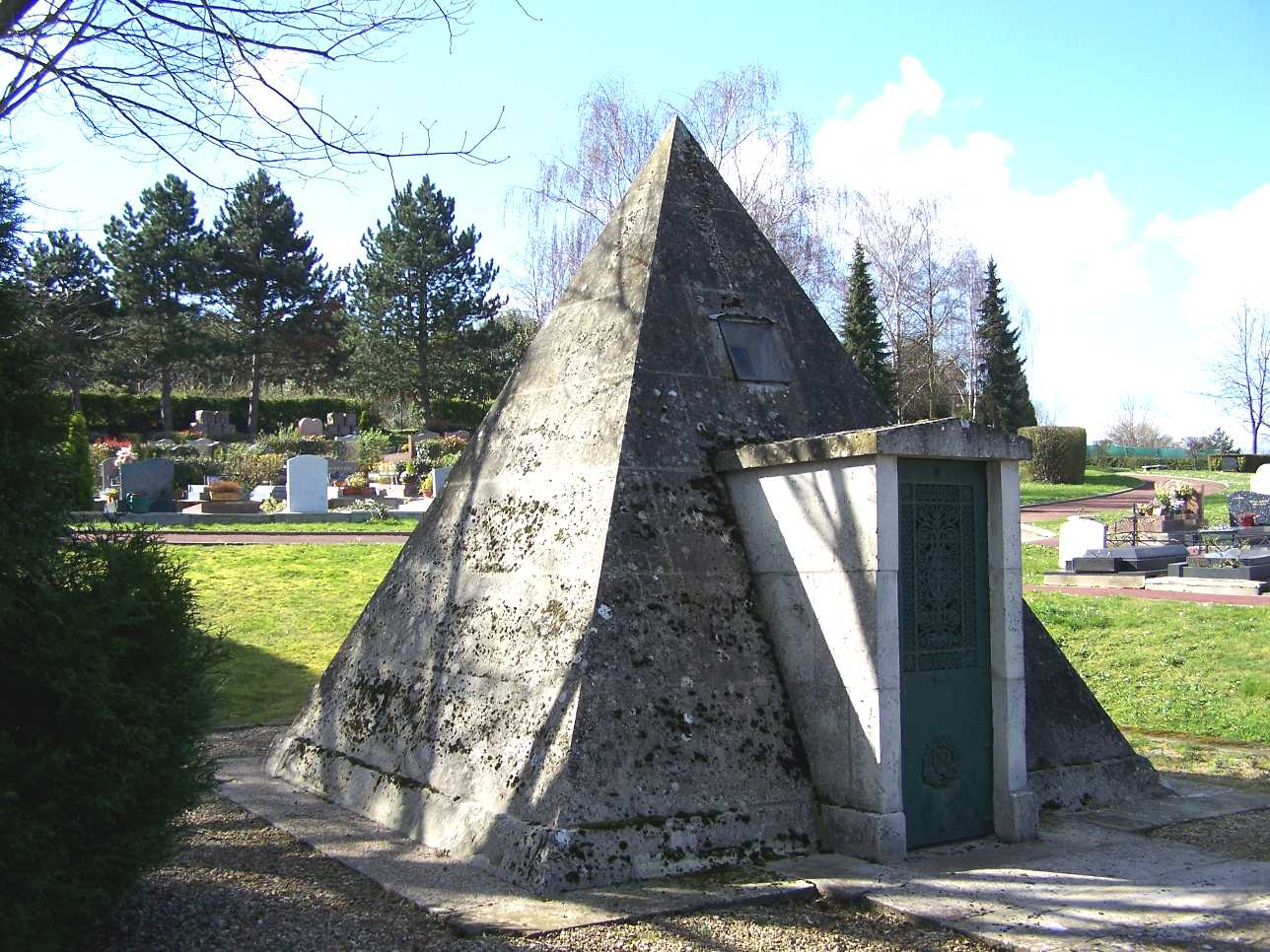
Die pyramidenförmige Grabstätte in Chambourcy

Im Londoner Stadthaus Gore House in der Kensington Road führten Alfred d’Orsay und Lady Blessington einen literarischen und künstlerischen Salon, in dem sich Intellektuelle, Künstler und Modebegeisterte begegneten. Zu den Besuchern gehörten unter anderen Charles Dickens, Benjamin Disraeli, Thomas Lawrence, Alfred de Vigny, Alphonse de Lamartine, Prinz Charles-Louis-Napoléon Bonaparte und Edward Bulwer-Lytton, 1. Baron Lytton – ausgeschlossen waren Gegner von Lord Byron. Anfang 1838 trennte sich Lady Harriet formell von ihrem Ehemann und bezahlte seinen Gläubigern 100.000 £, im Tausch gegen seinen Verzicht auf alle Ansprüche auf das Familienanwesen Blessington Estate. Als die Einkünfte aus dem Buchverkauf von Lady Blessington zurückgingen und nachdem deren Erbe für ihren gemeinsamen extravaganten Lebensstil aufgebraucht war, verließ das Paar England. Lady Blessington und der Graf zogen 1849 nach Paris, wo sie wenige Wochen nach ihrer Ankunft starb.
Im Jahr 1852 wurde Alfred d’Orsay durch seine früh begründete Freundschaft zu Napoléon III. das Amt des Direktors an der École des Beaux-Arts vorgeschlagen. Wenige Tage nach der offiziellen Ernennung starb Alfred d’Orsay an den Folgen einer Wirbelentzündung im Haus seiner Schwester Ida, Duchesse de Gramont.

## Die Parfümerie „d’Orsay“
Bei seinem Tod hinterließ Alfred d’Orsay eine wertvolle Sammlung von selbst kreierten Parfüms. 1865 eröffneten seine Erben damit eine Parfümerie in Neuilly-sur-Seine. 1908 wurde das Unternehmen in eine Kapitalgesellschaft, deren Kapital mehrheitlich dem Niederländer M. van Dyck, den Deutschen Sally Berg und Siegfried Berg sowie dem Russen Léo Fink gehörte, umgewandelt. Einen besonderen Erfolg hatte sie mit der Marke Étiquette bleue. Während des Ersten Weltkrieges kam die Firma an einen Sequester, die Anteile der Ausländer wurden von Franzosen übernommen und das noch heute bestehende Unternehmen in Compagnie française des parfums d’Orsay umbenannt.